# Nem új a nap alatt semmi / Nem szeretlek
A Nem új a nap alatt semmi / Nem szeretlek az Omega együttes első saját, magyar nyelvű dalokat tartalmazó kislemeze. Csak az első dal szerzője Presser Gábor, a másikat Payer András (Öcsi) jegyzi. Presser Pici még nem volt állandó tag az együttesben, ám az ő billentys-játéka is hallható. A szövegíró itt is, mint számos slágerük esetén S. Nagy István. 
Az eredeti kislemez borítóján tévedésből a Kóbor Tamás-név olvasható énekesként. A hanglemezgyár illetékesei feltehetőleg összekeverték az együttes első számú énekesének, Kóbor Jánosnak és a lemezen szintén éneklő Somló Tamásnak a nevét. 

## Megjelenések
- 1967 SP
- 1992 Az Omega összes kislemeze 1967–1971 CD
- 2003 Trombitás Frédi és a rettenetes emberek CD – bónuszdalok

## Dalok
A: Nem új a nap alatt semmi (Presser Gábor – S. Nagy István)
B: Nem szeretlek (Payer András – S. Nagy István)

## Az együttes tagjai
- Benkő László – billentyűs és fúvós hangszerek, vokál
- Kóbor János – ritmusgitár, vokál
- Kovacsics András – gitár
- Laux József – dob, ütőhangszerek
- Mihály Tamás – basszusgitár, vokál
- Somló Tamás – ének
- Presser Gábor – billentyűs hangszerek, vokál
- Wittek Mária - Ének